# 约翰·海因里希·威廉·蒂施贝因

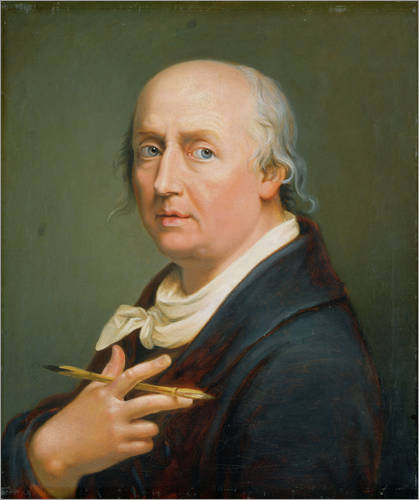
海因里希·蒂施拜因的自畫像

约翰·海因里希·威廉·蒂施貝因（Johann Heinrich Wilhelm Tischbein）亦被称为歌德·蒂施貝因（出生於1751年2月15日的海纳，死於1829年2月26日的奧伊廷），是来自蒂施拜因艺术家家族（蒂施貝因家族）的德国画家。 

## 圖集

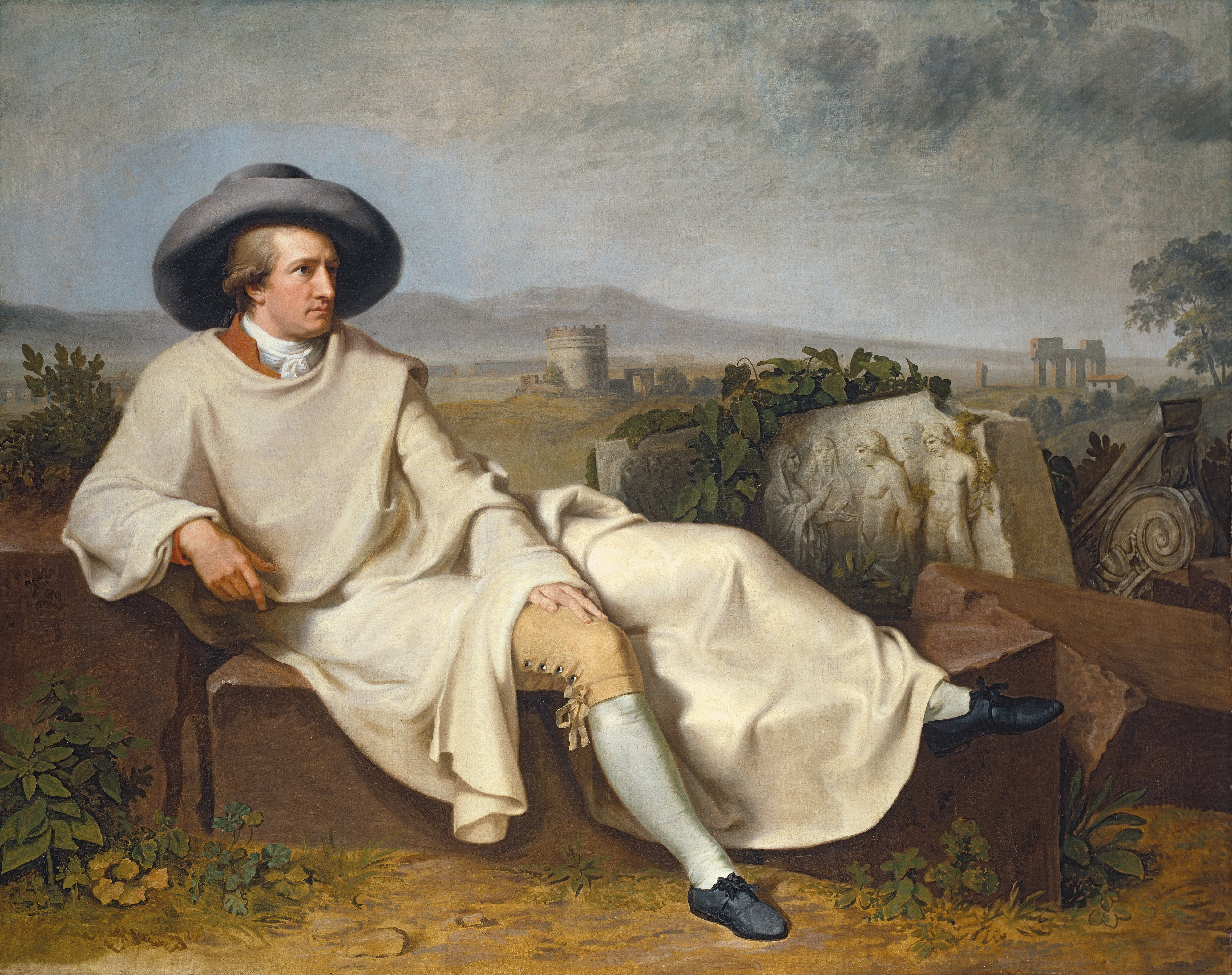
其最有名的畫作：Goethe in the Roman Campagna（英语：Goethe in the Roman Campagna）（1787年）
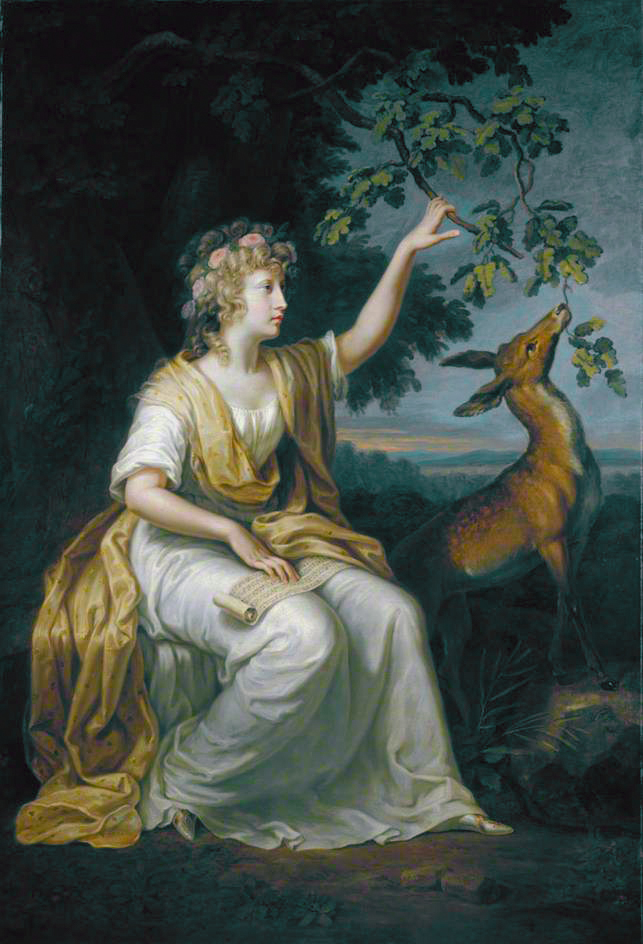
Portrait of Lady Charlotte Campbell
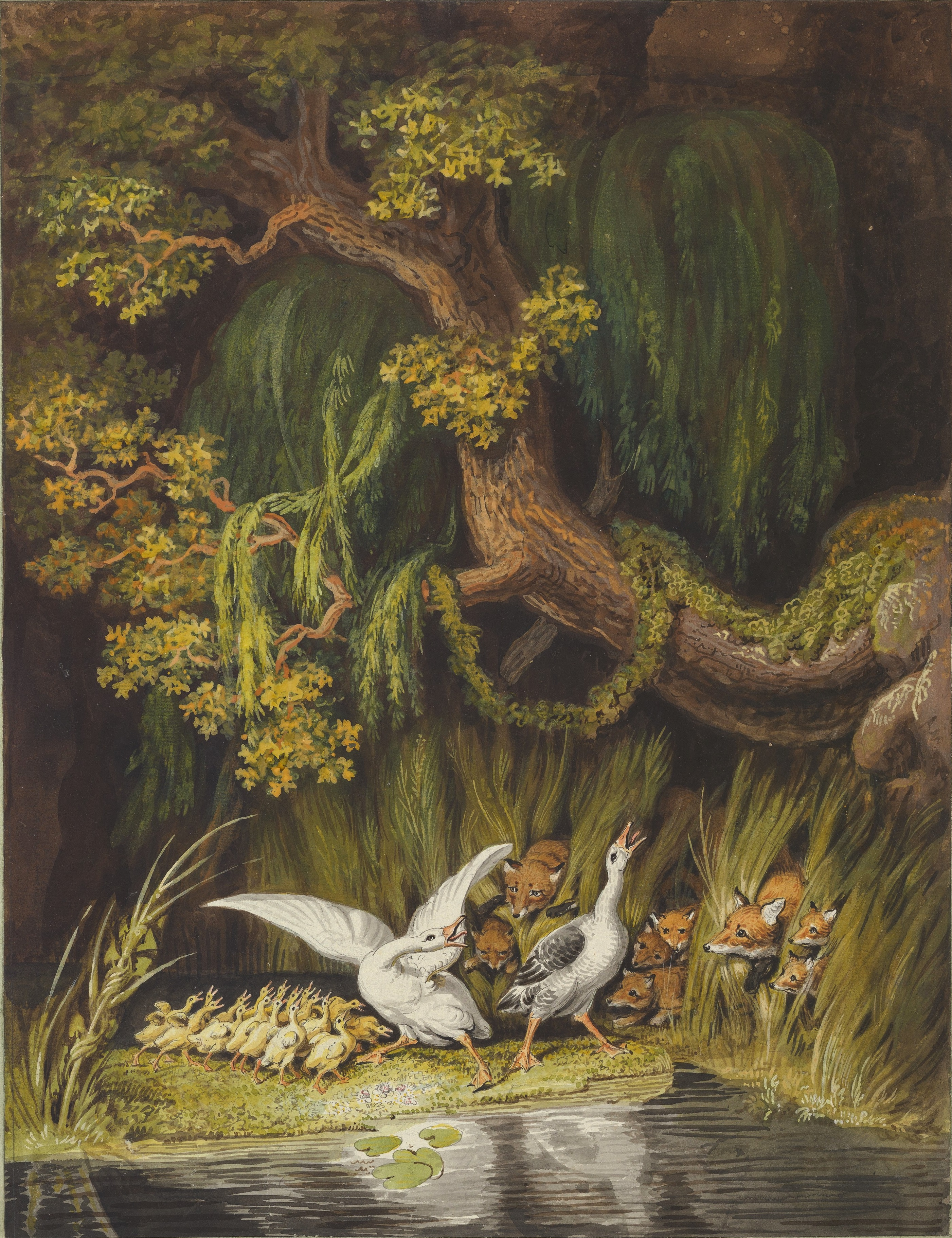
The Duck Family and the Fox Family
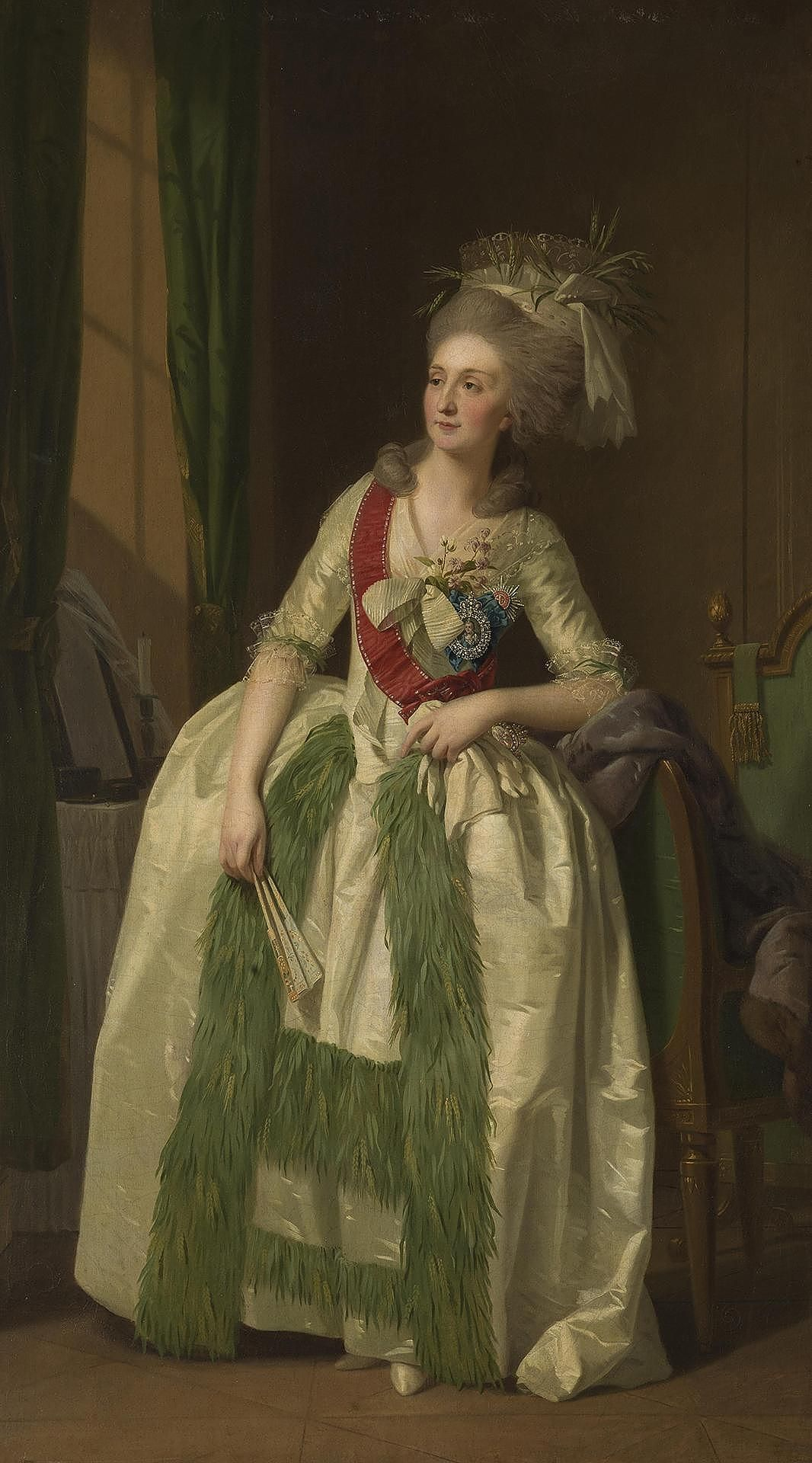
Duchess Natalya Saltykova
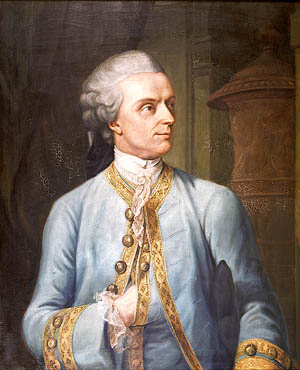
Christian Gottlob Heine（英语：Christian Gottlob Heine）
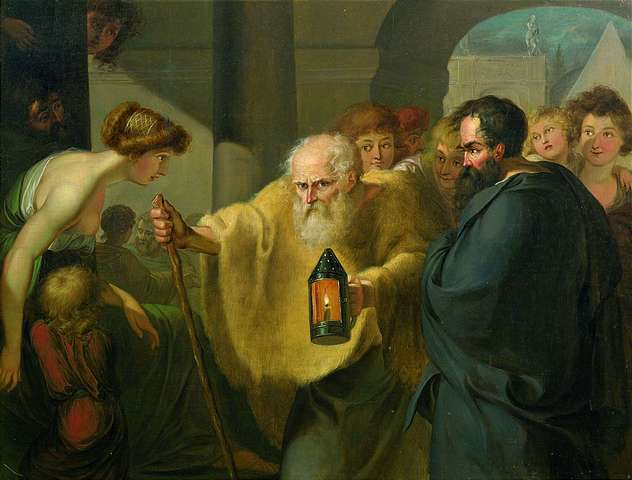
第欧根尼 Searching for an Honest Man

1. ↑  . www.zeno.org.   [2022-04-23]. （原始内容存档于2015-09-09）.